# Chuck (album de Chuck Berry)
 (avril 2025).
Albums de Chuck Berry
Rockit
(1979)
Chuck est le 20e et dernier album studio de Chuck Berry, sorti à titre posthume le 9 juin 2017. Les morceaux y évoquent principalement sa femme et de sa famille.

## Liste des titres
| No  | Titre                 | Durée |
| --- | --------------------- | ----- |
| 1.  | Wonderful Woman       |       |
| 2.  | Big Boys              |       |
| 3.  | You Go to My Head     |       |
| 4.  | 3/4 Time (Enchiladas) |       |
| 5.  | Darlin                |       |
| 6.  | Lady B. Goode         |       |
| 7.  | She Still Loves You   |       |
| 8.  | Jamaica Moon          |       |
| 9.  | Dutchman              |       |
| 10. | Eyes of Man           |       |